# 632
Évszázadok: 6. század – 7. század – 8. század
Évtizedek: 560-as évek – 570-es évek – 580-as évek – 590-es évek – 600-as évek – 610-es évek – 620-as évek – 630-as évek – 640-es évek – 650-es évek – 660-as évek
Évek: 627 – 628 – 629 – 630 –  631 – 632 – 633 – 634 – 635 – 636 – 637

## Események

### Európa
- Csecsemőkorú fiával együtt meggyilkolják II. Charibertet, Aquitánia királyát (feltehetően féltestvére, I. Dagobert frank király utasítására). Országát Dagobert örökli.
- Az Avar Kaganátusban fellázadnak a vazallus szlávok és a bolgárok. Kilencezer bolgár egy bizonyos Alciocus vezetésével Bajorországba menekül, ahol földet kérnek Dagobert királytól, hogy letelepedjenek. Dagobert előbb befogadja őket, majd meggondolja magát és legyilkoltatja őket. Csak 700 bolgár menekül meg, akik Itáliában találnak menedéket.
- A szintén avar vazallus onogurok élére Kubrat kerül.

### Perzsia
- Kiújulnak a Pahlav és Perszig klánok közötti ellenségeskedések. Ktésziphónban felkelés tör ki és Borandoht királynőt meggyilkolják. A klánoknak sikerül kiegyezniük és Borandoht 8 éves unokaöccsét, III. Jazdagirdot ültetik a trónra. A szászánida állam továbbra is mély válságban van, több tartományi kormányzó királynak kiáltja ki magát, az arábiai régiók elszakadnak.

### Arábia
- 63 éves korában meghal Mohamed próféta. Követői apósát, Abu Bakrot választják kalifává ("helyettessé").
- Abu Bakr (eredetileg Mohamed küldte őket, de a próféta halálhírére visszafordultak) Uszáma ibn Zajd vezetésével fosztogató portyát küld a Bizánci Birodalomhoz tartozó Szíriába. A portya sikerrel jár, megmutatva a bizánciak gyengeségét.
- Mohamed halála után több arab törzs fellázad és önjelölt próféták tűnnek fel. Abu Bakr az ún. Ridda-háborúk során sorra legyőzi a szakadárokat. Szeptemberben a Medina ellen vonuló Tulajha törzsfőt hódoltatja meg és még ebben a hónapban a Banú Azd törzs is kapitulál. Decemberben a jamamai csatában a magát prófétának hirdető Muszajlima 40 ezres seregét futamítja meg.

### Korea
- Meghal Csinphjong, Silla 66 éves királya. Mivel fia nincs, lánya, Szondok (Korea első királynője) követi a trónon.

## Halálozások
- április 8. – II. Charibert, frank király
- június 8. – Mohamed próféta
- Fátima, Mohamed lánya
- Muszajlima, próféta

## Fordítás
- Ez a szócikk részben vagy egészben  a(z)   632 című angol Wikipédia-szócikk ezen változatának fordításán alapul.  Az eredeti cikk szerkesztőit annak laptörténete sorolja fel. Ez a jelzés csupán a megfogalmazás eredetét és a szerzői jogokat jelzi, nem szolgál a cikkben szereplő információk forrásmegjelöléseként.